# Amt Scharmützelsee
Het Amt Scharmützelsee is een samenwerkingsverband van vijf gemeenten in het Landkreis Oder-Spree in de Duitse deelstaat Brandenburg. Het amt telt 10.433 inwoners. Het bestuurscentrum is gevestigd in Bad Saarow.

## Gemeenten
Het amt omvat de volgende gemeenten:
1. Bad Saarow (4.793)
2. Diensdorf-Radlow (541)
3. Langewahl (837)
4. Reichenwalde (1.095)
5. Wendisch Rietz (1.420)

Bad Saarow ·
Beeskow ·
Berkenbrück ·
Briesen (Mark) ·
Brieskow-Finkenheerd ·
Diensdorf-Radlow ·
Eisenhüttenstadt ·
Erkner ·
Friedland ·
Fürstenwalde/Spree ·
Gosen-Neu Zittau ·
Groß Lindow ·
Grünheide ·
Grunow-Dammendorf ·
Jacobsdorf ·
Langewahl ·
Lawitz ·
Mixdorf ·
Müllrose ·
Neißemünde ·
Neuzelle ·
Ragow-Merz ·
Rauen ·
Reichenwalde ·
Rietz-Neuendorf ·
Schlaubetal ·
Schöneiche bei Berlin ·
Siehdichum ·
Spreenhagen ·
Steinhöfel ·
Storkow ·
Tauche ·
Vogelsang ·
Wendisch Rietz ·
Wiesenau ·
Woltersdorf ·
Ziltendorf